# 게리 메릴
게리 프레드 메릴(영어: Gary Fred Merrill, 1915년 8월 2일 ~ 1990년 3월 5일)는 미국의 배우이다.

## 영화
- 호보 (1979년)
- 허클베리 핀 (1974년)
- 스키릿 오브 더 세이크리드 포레스트 (1970년)
- 더 파워 (1968년)
- 클램베이크 (1967년)
- 데스티네이션 이너스페이스 (1966년)
- 미스티어리어스 아일랜드 (1961년)
- 세비지 아이 (1960년)
- 원더풀 컨츄리 (1959년)
- 낯선 사람으로부터의 전화 (1952년)
- 프로그먼 (1951년)
- 반역 (1951년)
- 웨어 더 사이드워크 엔드 (1950년)
- 이브의 모든 것 (1950년) - 빌 심슨 역
- 콰이어트 원 (1949년)
- 정오의 출격 (1949년)
- 디스 이즈 더 아미 (1943년)